# 다카르현

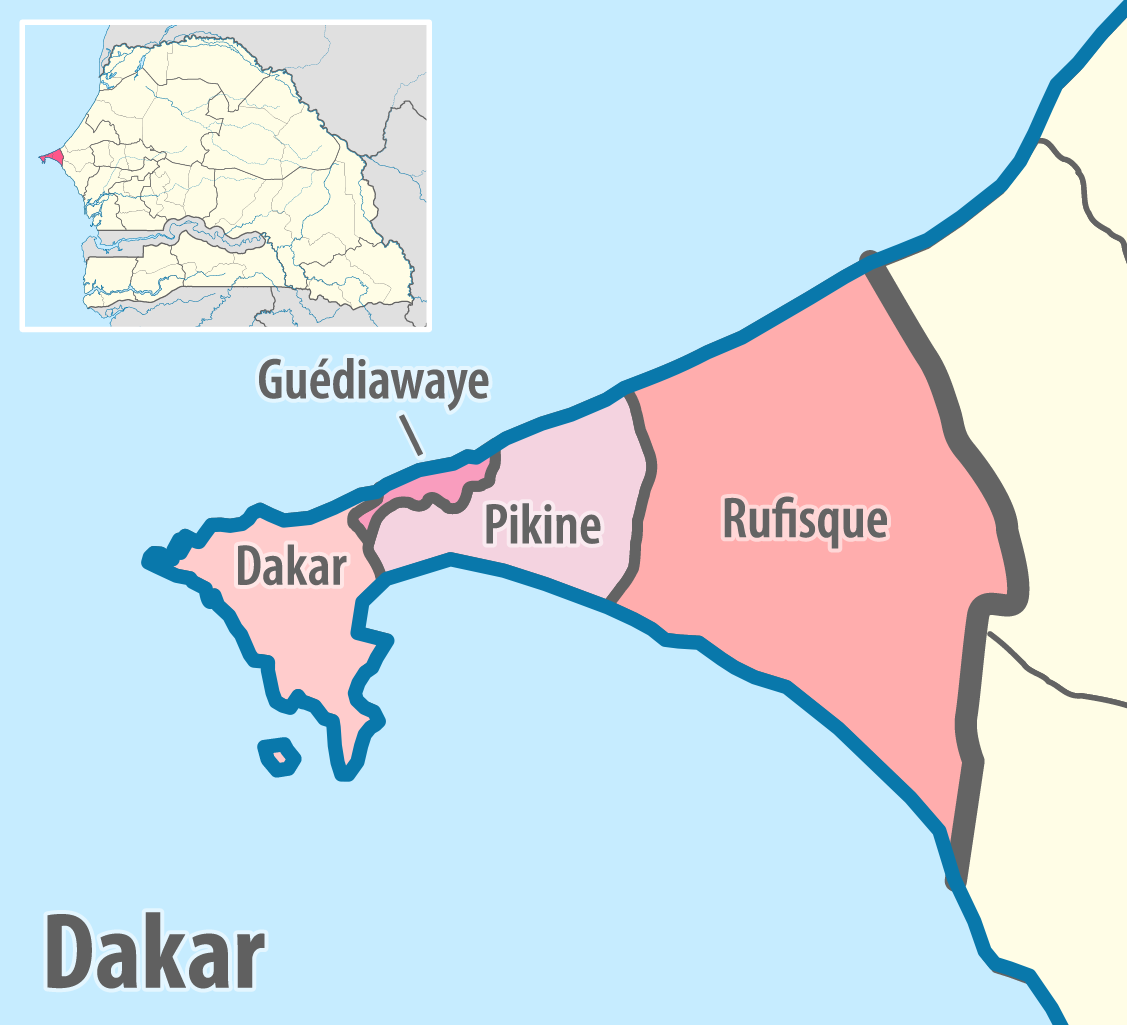

다카르현(Dakar Department)은 세네갈의 다카르주에 위치한 현들 중 하나이다.
다카르현은 세네갈의 다카르주의 4개의 현 중 하나이다. 다카르주는 다카르시와 카보베르데 반도를 따라 있는 모든 교외 지역을 포함한다. 따라서 이 영토는 다카르 수도권의 영토와 거의 동일하다. 1996년 행정 개혁 이후, 당시까지 중앙 국가의 지방 행정 구조에 불과했던 세네갈주는 민주적으로 선출된 지역 의회와 지역 대통령을 갖춘 완전한 정치적 단위로 바뀌었다. 이들은 광범위한 권한을 부여받았으며 지역 차원에서 경제 개발, 교통 또는 환경 보호 문제를 관리하여 아래 코뮌의 활동을 조정했다.

## 같이 보기
- 다카르